# ダイヤモンド酒井理絵
“ダイヤモンド”酒井 理絵（ - さかい りえ、本名・酒井 理絵、1990年3月23日 - ）は、日本の女子キックボクサー。身長153cm。東京都足立区出身。G Winds所属。

## 経歴
ケンカに明け暮れていたのを見かねて、プロボクサーだった父親の薦めでキックの世界へ。2006年5月28日の「天空」新宿FACE大会で渡辺愛望相手にデビュー戦をおこない判定勝ち。その直後、高校を中退して名門・藤ジム Walk Onに入門し、リングネームを藤城 梨絵（ふじしろ りえ）と改め、「天空」に参戦。
2006年12月に師匠である神風杏子が藤ジムを離脱しクレイジーフォックスに移籍すると、藤城もそれに追随し移籍。2007年からリングネームを現在のものに改め、選手として「女祭り」を主戦場にしてファイトする一方で、17歳ながら同ジムのトレーナーとして師匠を助けていたが、クレイジーフォックスが6月末で閉鎖となり、酒井は神風と共にG Windsに移籍した。
しかし改名してからは勝てなくなり、11月4日終了時点での戦績は8戦2勝（1KO）5敗1分。